# Dênis Derkian
Dênis Derquiaskian, lepiej znany jako Dênis Derkian (ur. 7 lutego 1957 w Kurytybie w stanie Paraná) – brazylijski aktor telewizyjny i filmowy.

## Filmografia

### produkcje TV
- 1978: João Brasileiro, o Bom Baiano (TV Tupi) jako Tarcísio
- 1978: Aritana (TV Tupi) jako Duda
- 1979: Dinheiro vivo (TV Tupi) jako Carlinhos
- 1980: As Três Marias jako Antônio
- 1981: W kamiennym kręgu (Ciranda de Pedra)  jako Conrado
- 1981: Viva o Gordo
- 1982: Iaiá Garcia (TV Cultura) jako Jorge
- 1982: Destino (SBT) jako Rafael
- 1983: Voltei pra Você jako Dudu
- 1984: Moje dzieci, moje życie (Meus Filhos, Minha Vida, SBT) jako André
- 1984: Anarquistas, Graças a Deus jako Zé do Rosário
- 1986: Roda de Fogo jako Luís Otávio
- 1986: Memórias de um Gigolô jako Tavinho
- 1986: Panna dziedziczka  (Sinhá Moça) jako Renato
- 1988: Fera Radical jako Garçom
- 1988: Chapadão do Bugre (Rede Bandeirantes) jako Tancredinho
- 1995: Sangue do meu sangue (SBT) jako Evaldo Paranhos
- 1996: A Última Semana (CNT/Gazeta) jako Jezus Chrystus
- 1996: Irmã Catarina (CNT/Gazeta)
- 1996: Ele Vive (CNT/Gazeta)
- 1998: Estrela de Fogo (Rede Record) jako Amadeu
- 1999: Tiro e Queda (Rede Record) jako Vítor
- 2001: Amor e Ódio (SBT) jako Leandro Rodrigues
- 2001: O Direito de Nascer (SBT) jako Ricardo
- 2002: Pequena Travessa (SBT) jako Geraldo
- 2007: Sem Controle (SBT)
- 2008: Duas Caras jako Carvalho
- 2011: Tribunal na TV (Rede Bandeirantes) jako Juiz
- 2011: Insensato Coração (Globo) – Gomes
- 2011: Malhação (Globo) jako Sierżant Guerra
- 2015: Supletivo Do Céu (TV Aparecida) jako Pułkownik Leoclides Tupinambá

### filmy fabularne
- 1977: Noite em Chamas
- 1979: Os Imorais
- 1979: A Noite dos Imorais
- 1979: Mulher, Mulher
- 1979: Histórias que Nossas Babás Não Contavam
- 1980: Ariella
- 1981: A Intimidade de Duas Mulheres
- 1982: Tchau Amor
- 1982: O Fuscão Preto
- 1982: Alguém
- 1984: Erótica, a Fêmea Sensual
- 1995: Eternidade